# La Grande-Verrière
La Grande-Verrière é uma comuna francesa na região administrativa de Borgonha-Franco-Condado, no departamento Saône-et-Loire. Estende-se por uma área de 44,77 km². Em 2010 a comuna tinha 573 habitantes (densidade: 12,8 hab./km²).